# Гетероарени
Гетероарени (англ. heteroarenes, [hetarenes]) — гетероциклічні сполуки, формально утворені з аренів заміною одної чи більше метинових (–С=) і/або вініленових (–СН=СН–) груп на три- або двовалентні гетероатоми відповідно.
Таким чином зберігається постійність характеристик π-електронної системи ароматичного циклу й число таких π-електронів у кільці відповідає правилу Гюккеля (4n+2).